# Felsenkeller bei Fischbach bei Nürnberg

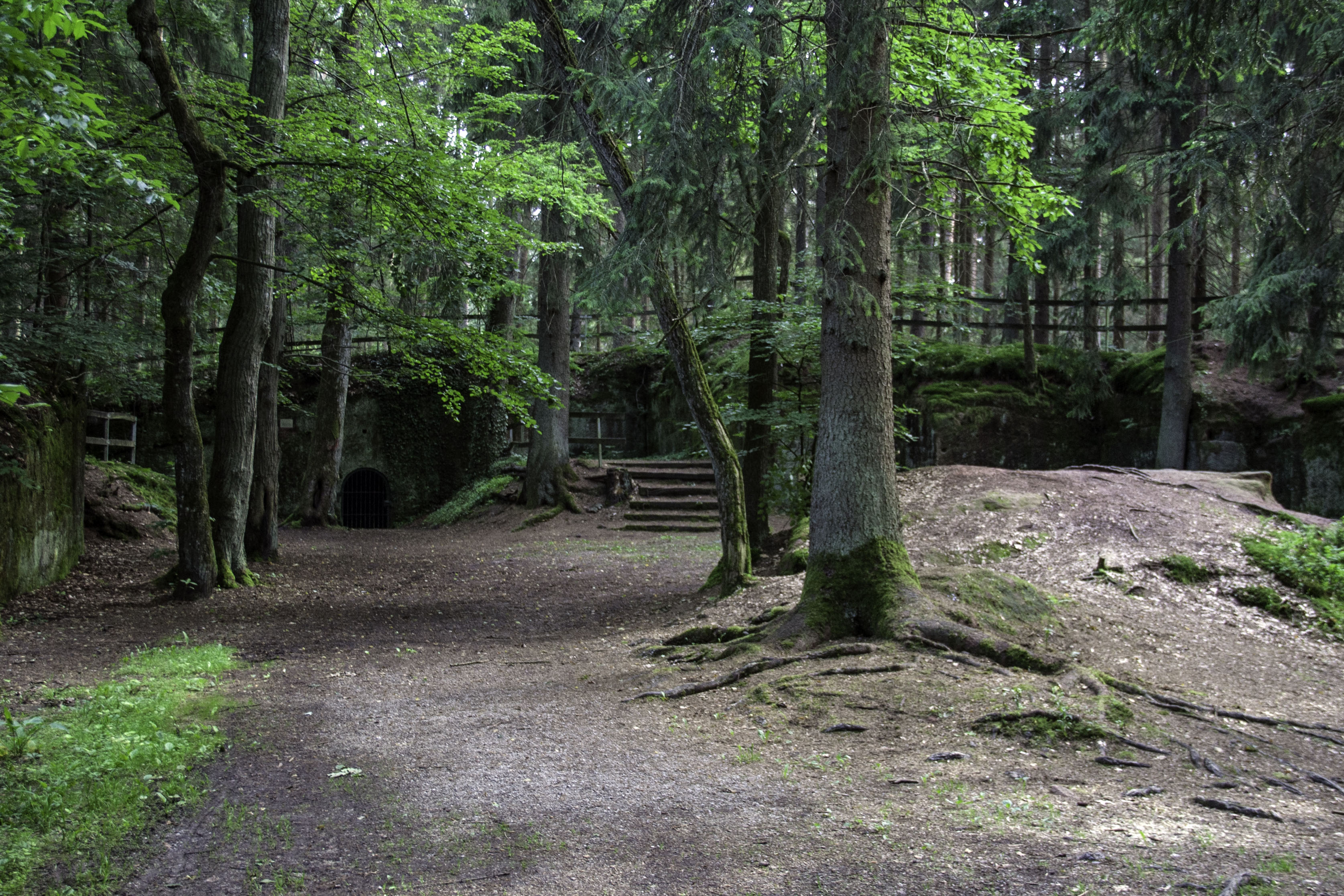
Felsenkeller Fischbach, Geländeübersicht

Der Felsenkeller bei Fischbach bei Nürnberg ist ein in den Sandstein gemeißelter Felsenkeller. Er befindet sich im gemeindefreien Gebiet Fischbach im mittelfränkischen Landkreis Nürnberger Land in Bayern.

## Lage
Der Felsenkeller befindet sich etwa 800 Meter nordöstlich von Fischbach bei Nürnberg im Lorenzer Reichswald. Er ist Bestandteil des EU-Vogelschutzgebietes-Gebiets Nürnberger Reichswald.

## Nutzung
Der heutige Keller diente ursprünglich als Steinbruch. Anschließend wurde er zur Lagerung von Eis aus den benachbarten Flach- und Gauchsweiher, (heute als Vogelherdsweiher benannt) zum Felsenkeller ausgebaut. Später diente er zur Kartoffellagerung und das umliegende Gelände als Kuhweide. Das Gelände um den Keller wurde zunächst als Steinbruch genutzt. Die gewonnenen Steinquader wurden auch für den Neptunbrunnen in Nürnberg verwendet.
Lange Jahre verwilderte das Gelände und wurde als Abenteuerspielplatz genutzt.
Nach der Sanierung wird der Keller heute für die Veranstaltung weniger Feste genutzt.

## Geschichte
Der Keller wurde bereits 1662 als Steinbruch erwähnt. Ein Hinweis mit Abbildung ist im Nürnberger Staatsarchiv zu finden. Um 1665 erfolgte der ein Umbau zu einem Felsenkeller. Der Keller und das Gelände wurde 1988 vom Bürgerverein Nürnberg Südost e.V. naturnah saniert. Jährlich Mitte Juni wird hier das Felsenkellerfest und seit 1994 eine Waldweihnacht gefeiert.

## Zugang
Der Keller kann zu Fuß oder mit dem Fahrrad von Fischbach aus über eine Forststraßen erreicht werden.
Das Gelände kann ganzjährig betreten werden. Der Keller selbst ist mit einem Tor versperrt und wird als Lagerkeller genutzt.

## Bildergalerie

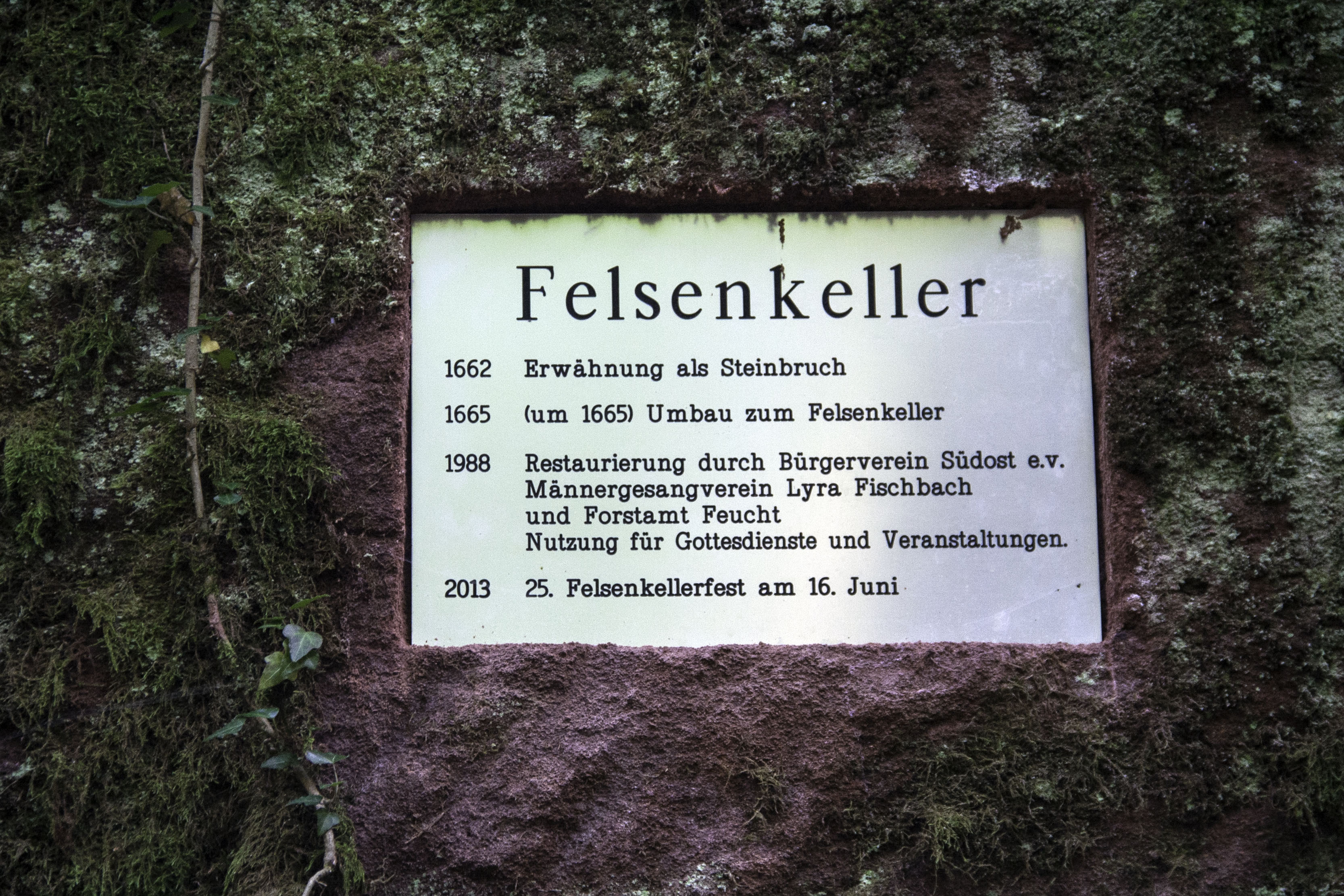
Gedenktafel
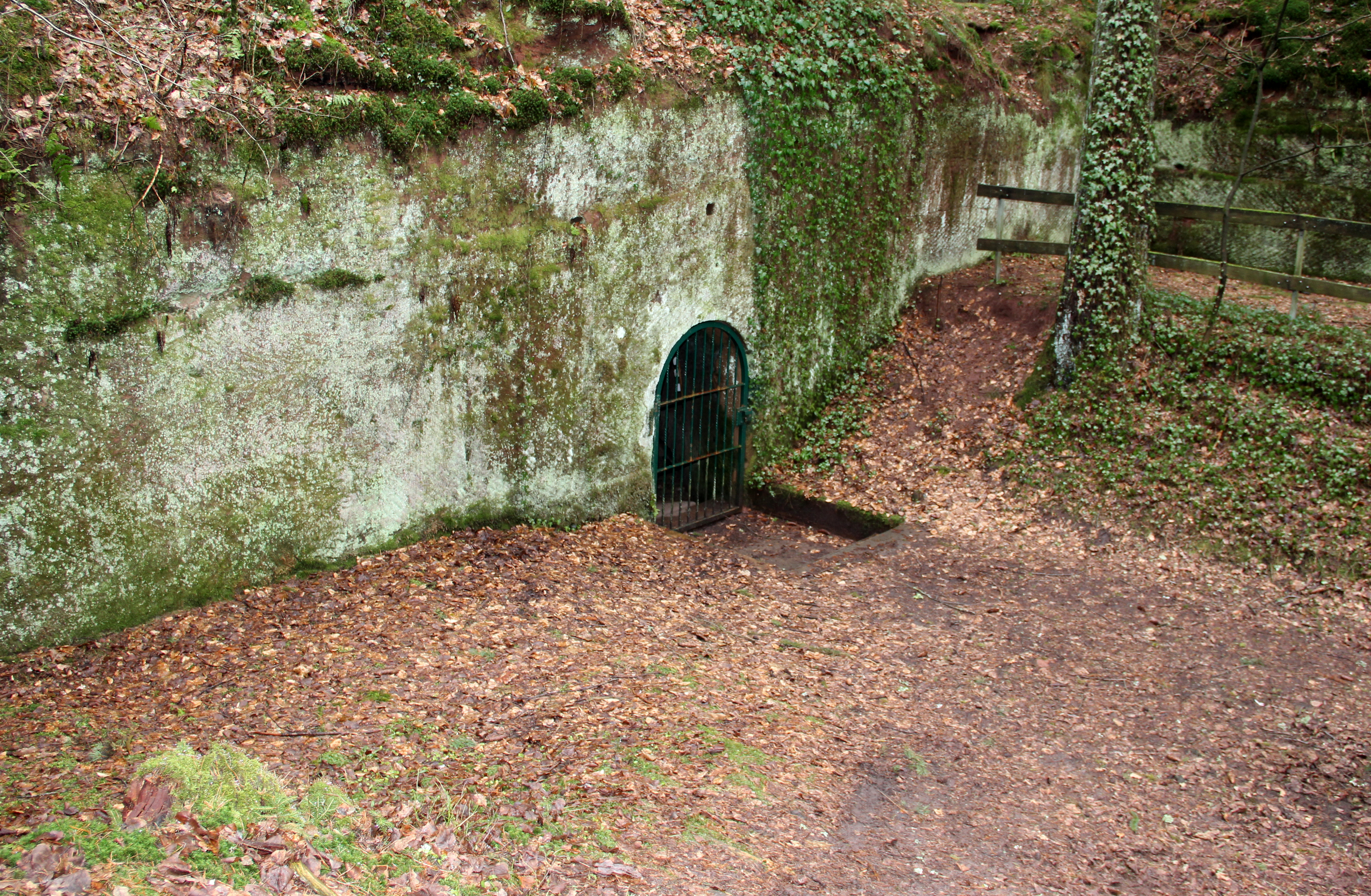
Blick auf den Keller
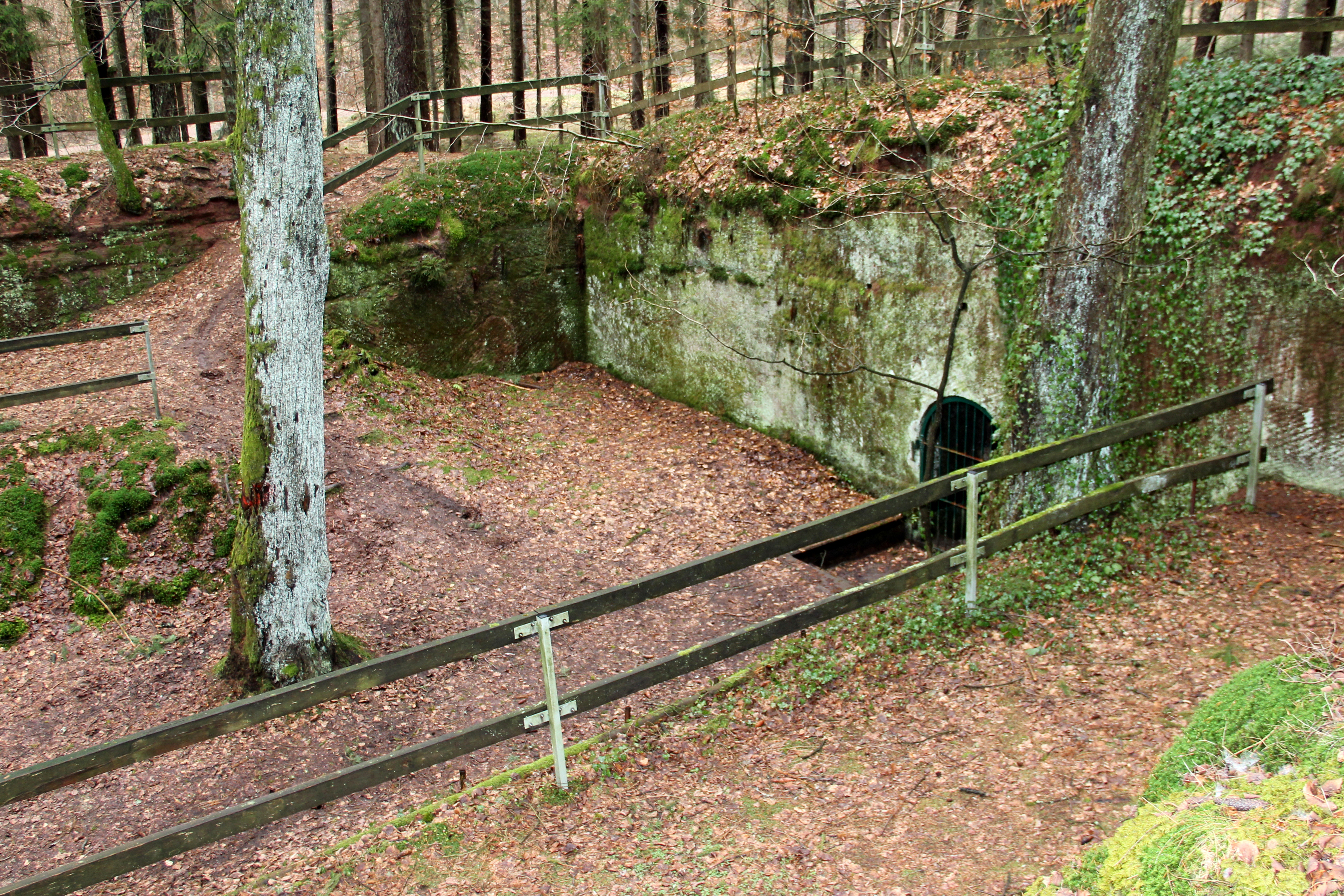
Felsenkeller, Gelände
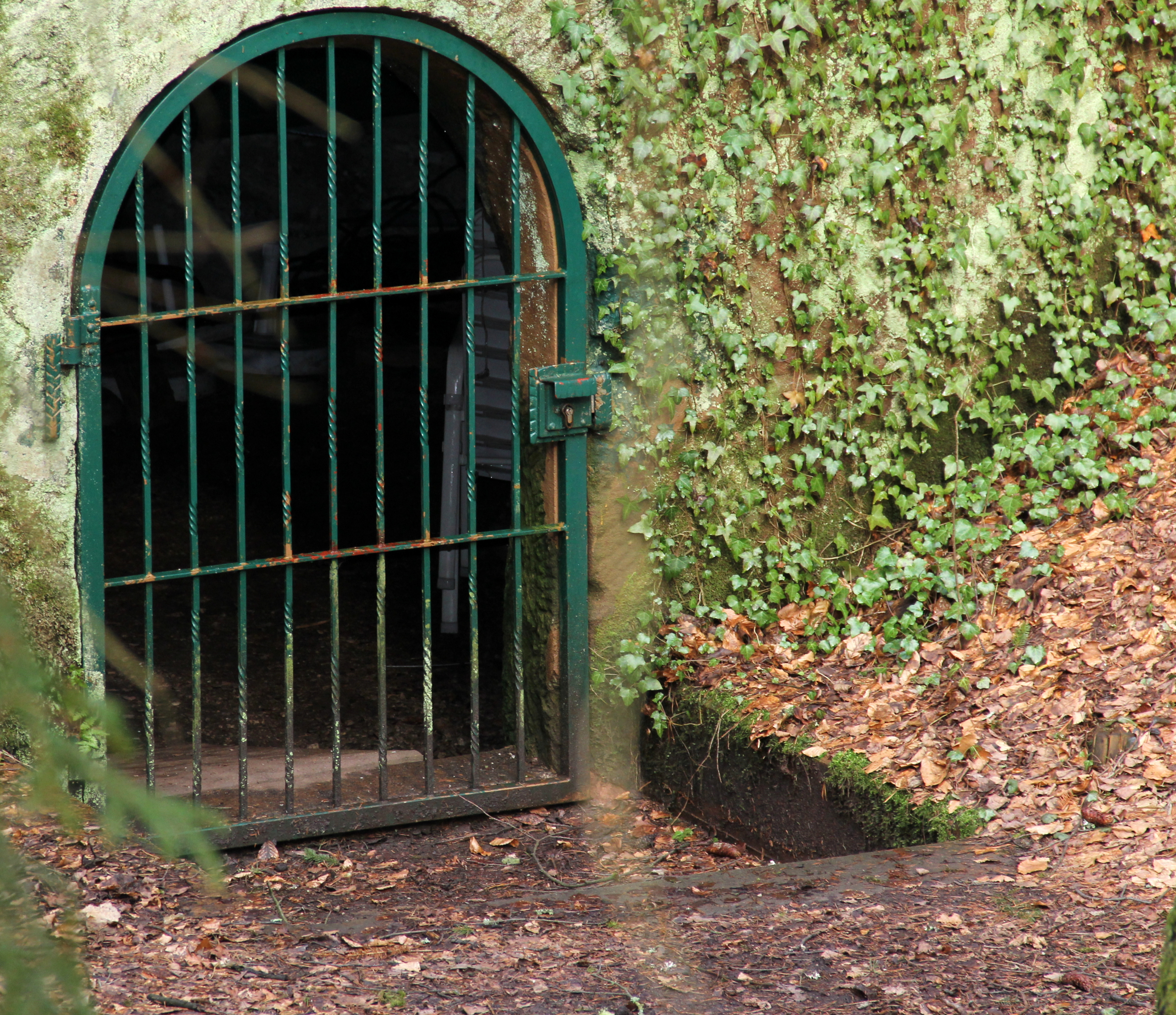
Kellereingang
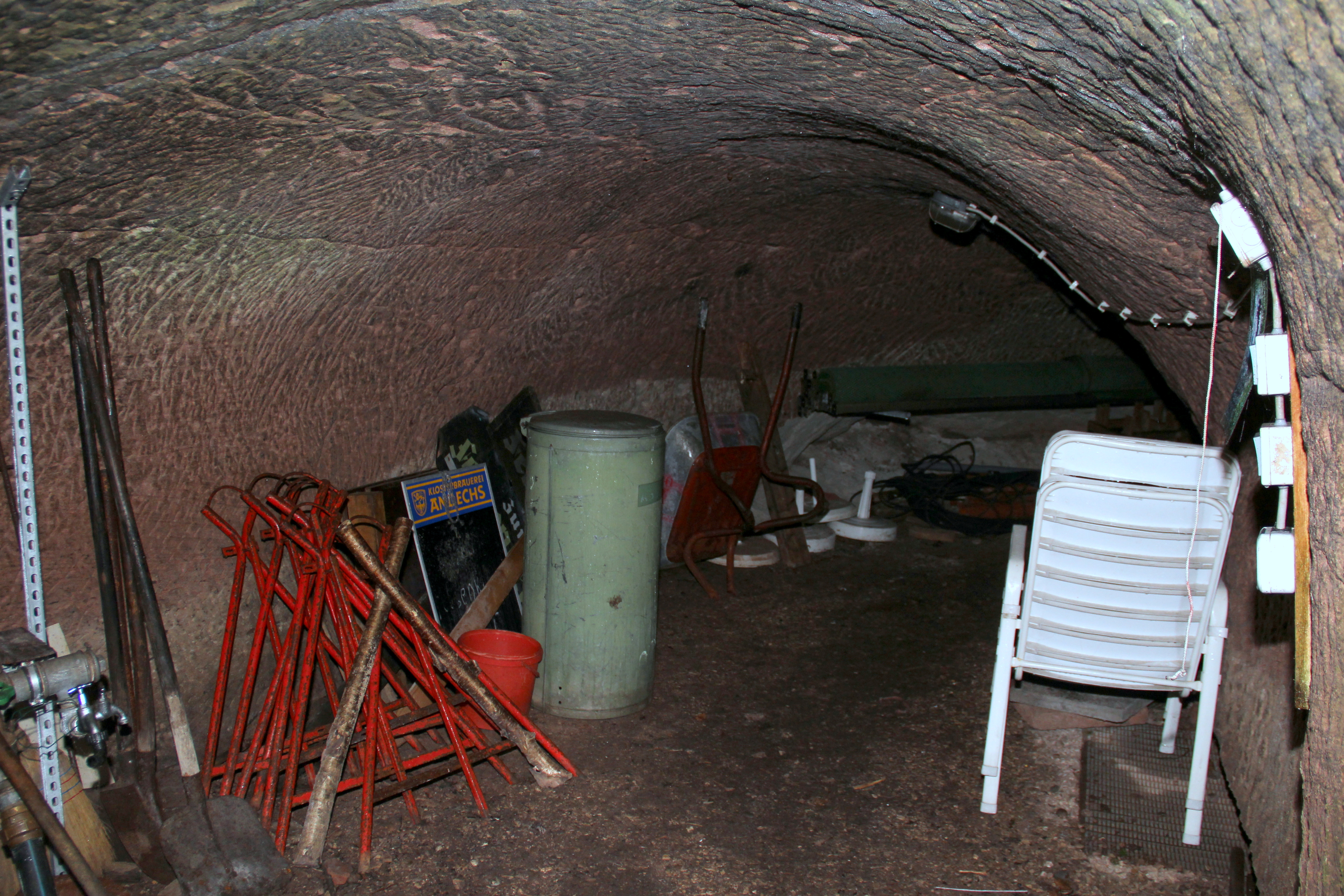
Keller als Lagerplatz